# یوپ!
یوپ! (انگلیسی: JOOP!) یا ژوپ!، شرکت کالای لوکس آلمانی است، که در زمینه طراحی و تولید انواع پوشاک، لوازم آرایشی و عطر فعالیت می‌کند. شرکت یوپ در سال ۱۹۸۶ توسط طراح مد آلمانی؛ وولفگانگ یوپ تأسیس شد. دفتر مرکزی این شرکت در شهر هامبورگ، آلمان قرار دارد.

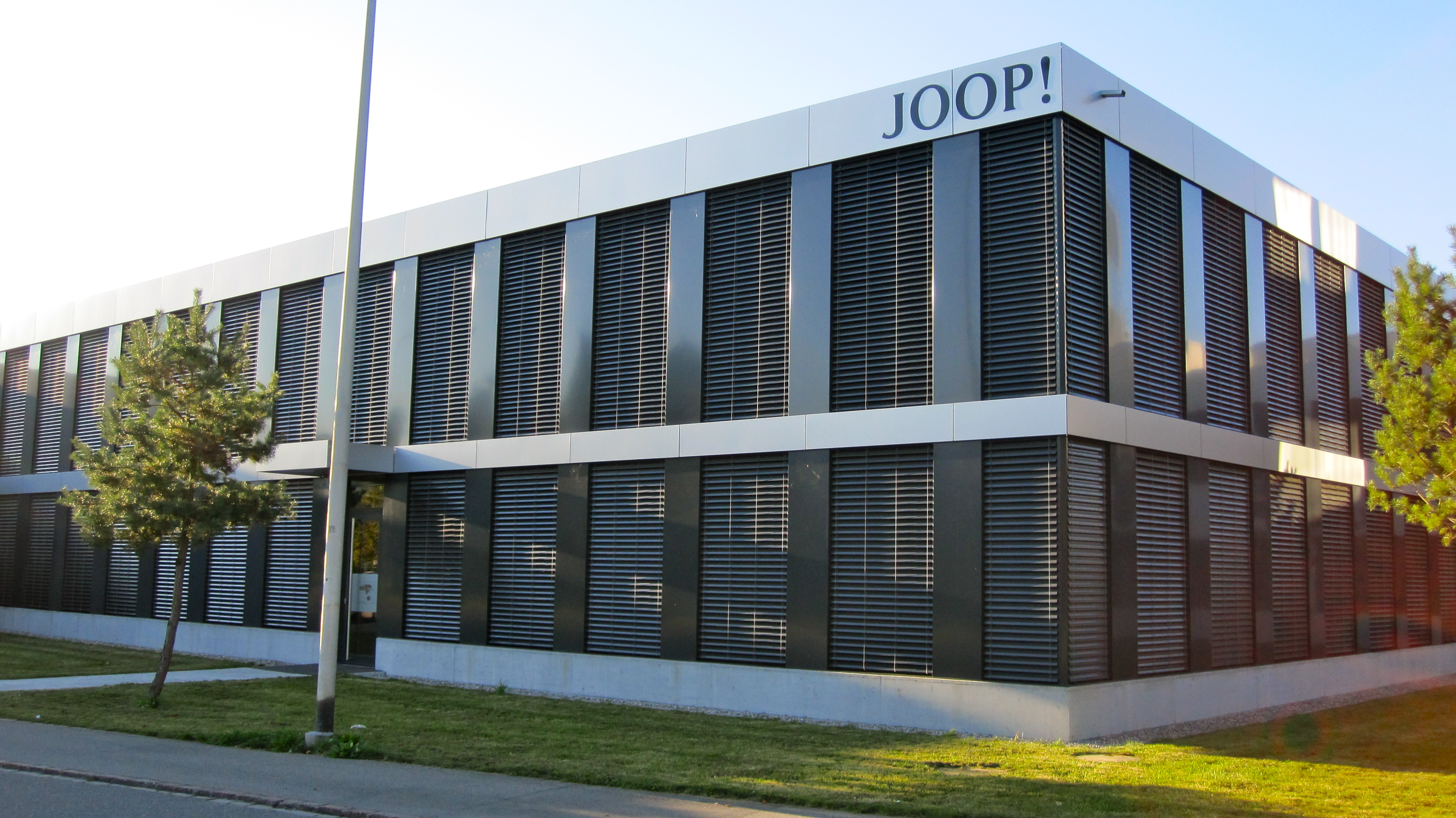
ساختمان یوپ! در کروزلنژان